# أطروحة في ثلاث دقائق

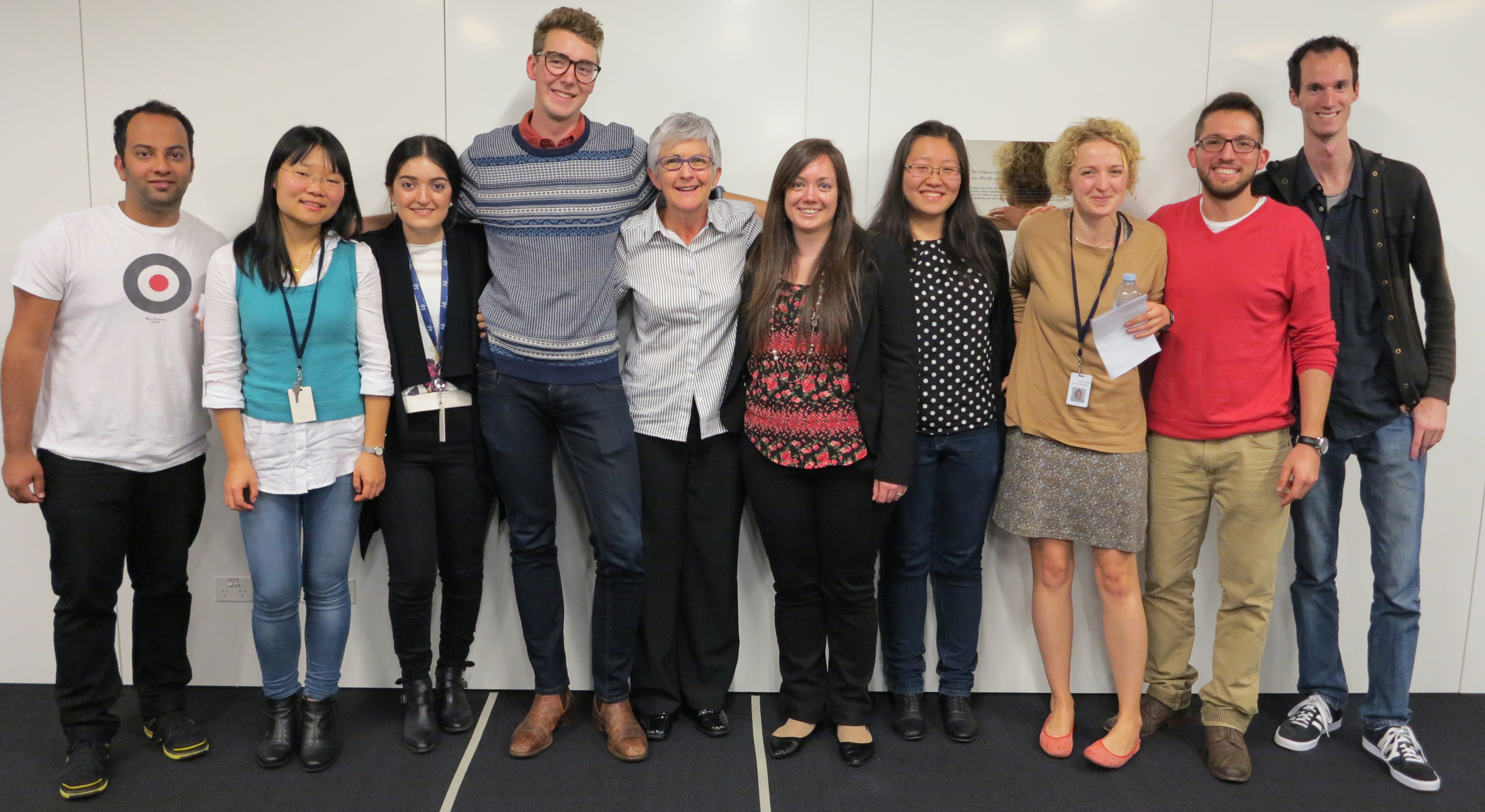
متسابقون من كلية الطب في جامعة نيو ساوث ويلز جامعة نيو ساوث ويلز بأستراليا، مشاركون في مسابقة "أطروحة في ثلاث دقائق"، عقدت المسابقة في معهد جارفان للأبحاث الطبية في سيدني، أستراليا.

أطروحة في ثلاث دقائق (بالإنجليزية Three Minute Thesis)، وتُختصر أحياناً بـ 3MT، هي مسابقة سنوية تعقد في أكثر من 200 جامعة حول العالم. وهي مفتوح لطلبة الدكتوراه والماجستير، سواءً كانوا في بداية بحثهم أو في نهايته. والتحدي أن يقوم الباحث المشارك بتقديم فكرته البحثية في 3 دقائق فقط للحضور الذين في الغالب ليس لديهم خلفية دقيقة عن الموضوع. هذه المسابقة عبارة عن تمرين لتطوير مهارات العرض والبحث ومهارات التواصل الأكاديمي لذلك فتعتبر من أبرز الفرص التي قد تعرض للطالب ليحقق ذاته.

## الخلفية التاريخية
أول جامعة ابتكرت هذه المسابقة هي جامعة كوينزلاند في عام 2008. وهي حالياً تقام في ثلاث فئات: على مستوى جامعة كوينزلاند، مسابقة تاسمان، وفي أنحاء العالم.

## فائزوا جامعة كوينزلاند
الفائزون على مستوى جامعة كوينزلاند
2015
- الفائزة Teegan Green[1] من كلية الأعمال
- الوصيف واختيار الحضور: Shaun Chen من كلية الهندسة الميكانيكية والتعدين

2014
- الفائزة  Megan Rossi من كلية الطب
- الوصيف: Sachin Thakur من كلية الصيدلة
- اختيار الحضور: Honglei Zhai من رابطة كوينزلاند للزراعة والغذاء والابتكار Queensland Alliance for Agriculture and Food Innovation (QAAFI)

2013
- الفائزة: Amanda Pearce من المعهد الأسترالي للهندسة الحيوية وتكنولوجيا النانو.
- الوصيف واختيار الحضور: Tim Brennan من المعهد الأسترالي للهندسة الحيوية وتكنولوجيا النانو.

## فائزوا تاسمان
2015
أقيمت النهائيات في جامعة كوينزلاند
- الفائز Eamonn Fahy من جامعة ملبورن
- الوصيف واختيار الحضور: Jaysuman Bin Pusppanathan من جامعة تكنولوجيا الماليزية Universiti Teknologi Malaysia

2014
النهائيات أقيمت في جامعة ويسترن أستراليا
- الفائزة Sarah Marley من جامعة كيرتن
- الوصيفة واختيار الحضور: Rosanna Stevens من الجامعة الوطنية الأسترالية